# Bisbat d'Agde

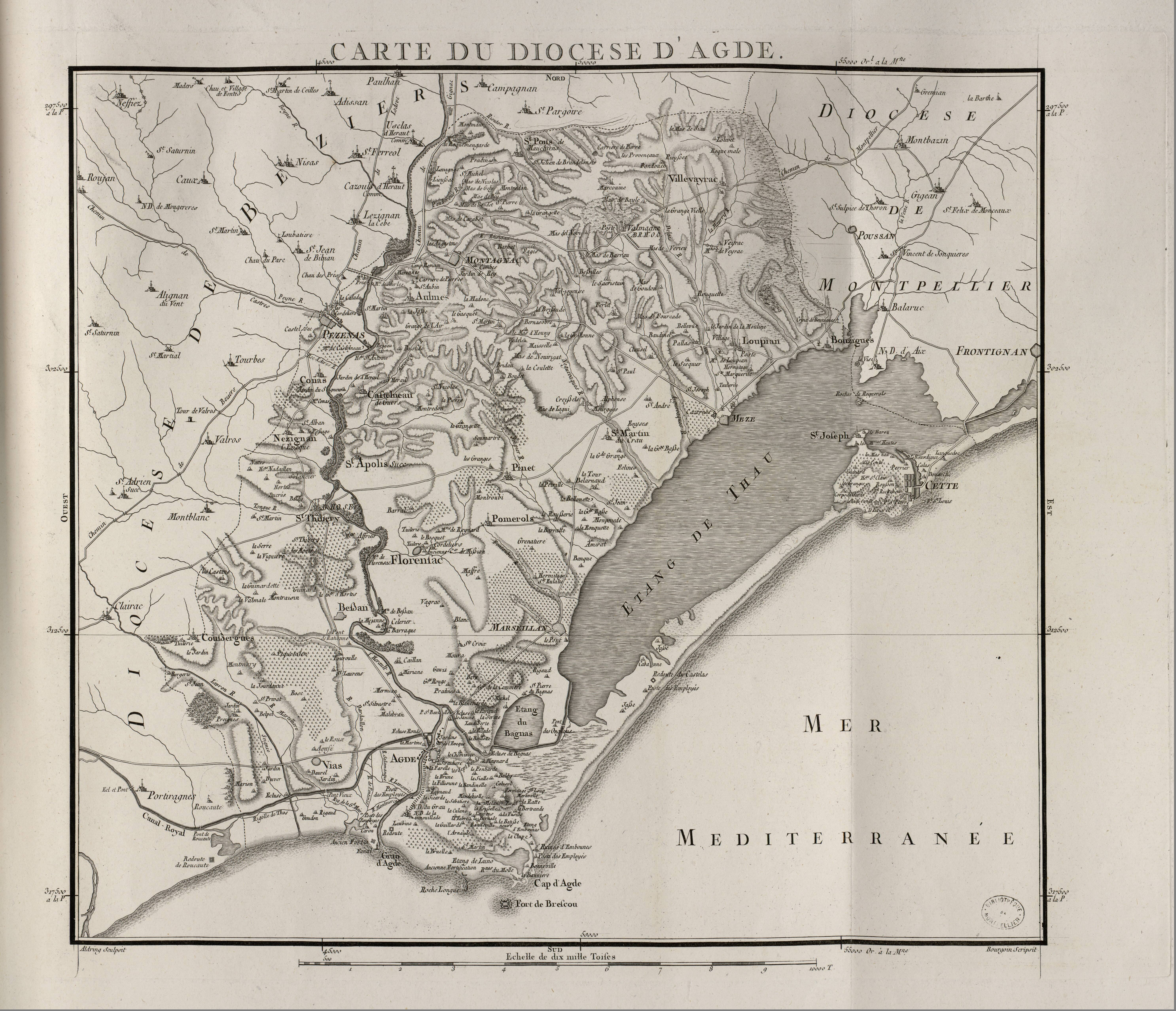
Mapa de la diòcesi d'Agde durant el.

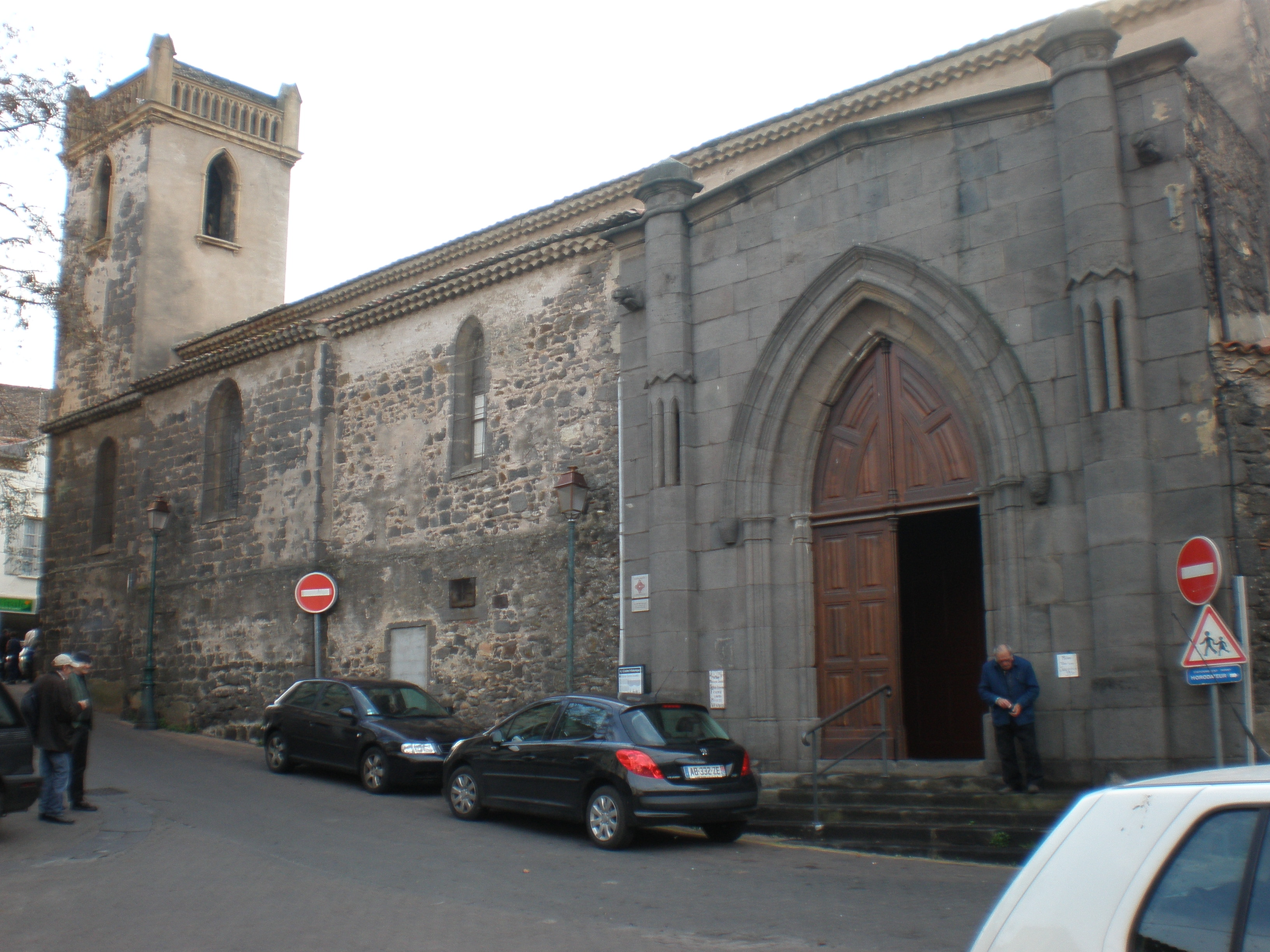
L'església de Sant Andreu d'Agde, construïda el, que fou seu del concili d'Agde del 506.

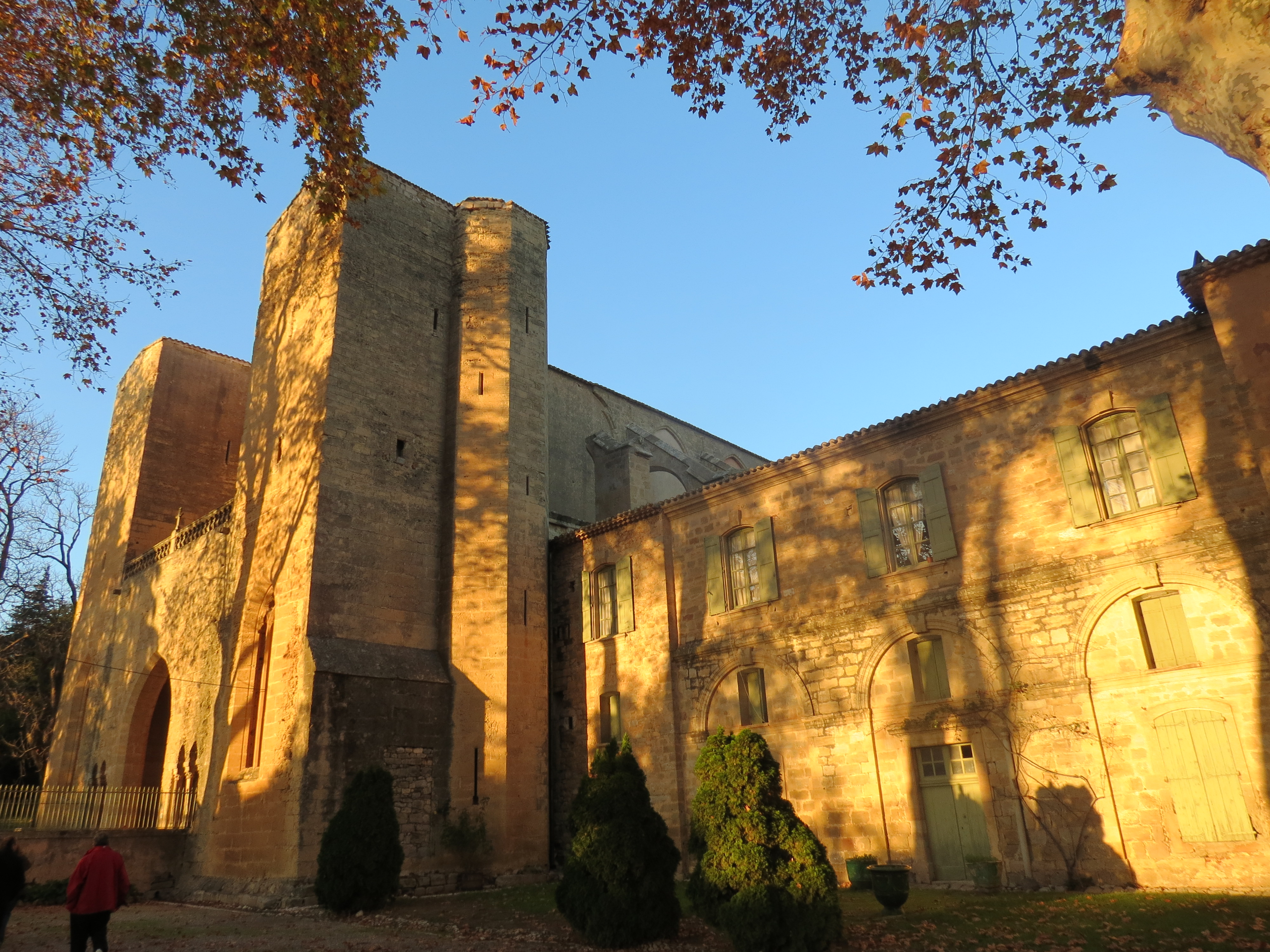
L'abadia de Nostra Senyora de Valmanha a Vilamanda, fundata el 1138 pel vescomte de Besièrs Ramon Trencavell.

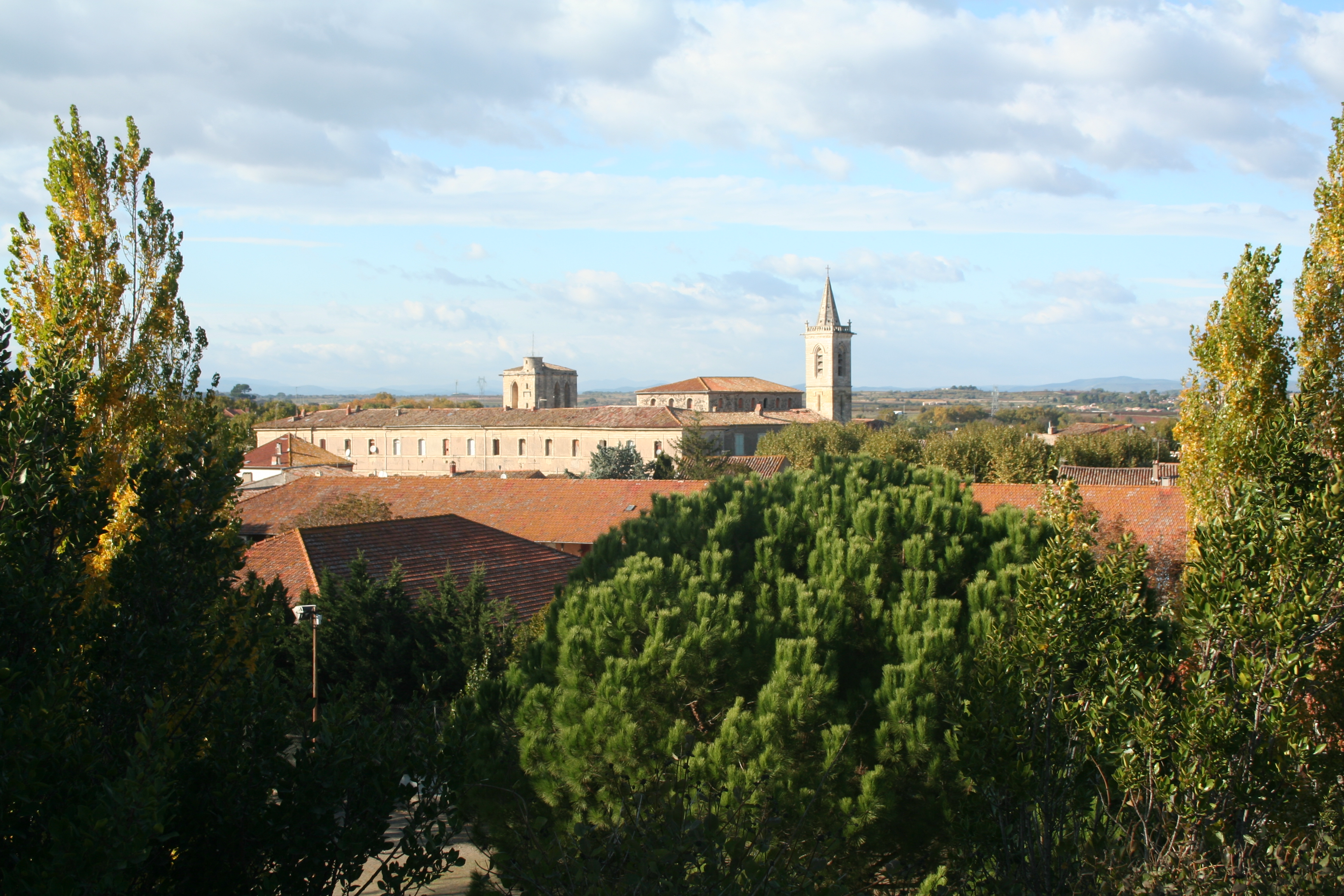
L'abadia de Sant Tibèri a Sant Tibèri, fundata el.

El bisbat d'Agde (francès: Diocèse d'Agde, llatí: Dioecesis Agathensis) és una seu suprimida de l'Església Catòlica a França.

## Territori
La diòcesi estava inclosa íntegrament en l'actual departament d'Hérault. Estava limitada pel Mediterrani i per les diòcesis de Montepeller i Besiers.
La seu episcopal era la ciutat d'Agde, on l'església de Sant Esteve servia com a catedral.
El 1789, la diòcesi incloïa només 25 parròquies, tres d'ells a la ciutat episcopal.

## Història
El territori d'Agde va rebre l'evangeli ja a finals del segle iii. El martirologi romà recorda els màrtirs Tiberi, Modest i Fiorentí, que van ser morts durant les persecucions de l'època de l'emperador Dioclecià. [1]
La diòcesi probablement va ser erigida al segle v, obtenint el seu territori de la diòcesi de Nîmes. La tradició explica que el primer bisbe d'Agde, sant Venust, va patir el martiri durant la llegendària invasió del bàrbar Chrocus, el 407 o el 408. El primer bisbe d'Agde del qual hi ha registres històrics és Sofroni, que va participar en el concili d'Agde del 506. Va ser un sufragània de l'arxidiòcesi de Narbona, capital de la província romana de la Gàl·lia Narbonesa.
Entre els segles V i VI es va ser fundada a la ciutat episcopal les dues principals abadies de la diòcesi, la de Sant Sever i la de Sant Andreu. En l'època carolíngia en el territori diocesà es va construir l'abadia de Sant Tiberi i després, al segle xii, l'abadia masculina de Notre-Dame de Valmagne i femenina de Sainte-Marie de Netlieu (abolida el 1490).
En 506, com s'ha esmentat, va tenir lloc el concili d'Agde, que va reunir els bisbes de les vuit províncies de la Gàl·lia sota el control dels visigots, regnant Alaric II. Va definir 49 cànons que preocupaven sobretot la disciplina eclesiàstica, la litúrgia i els sagraments. Les reunions van tenir lloc a l'església abacial de Sant Andreu, la primitiva catedral de la diòcesi.
A la segona meitat del segle xii, el bisbe Guillem II va establir el nombre dels canonges del capítol en dotze ; el mateix bisbe va començar la construcció de la catedral de Sant Esteve. El 1187, el seu immediat successor Pere Ramon va obtenir per a ell i els seus successors el títol de vescomte, que més tard es va convertir en el de comte; nominalment, els bisbes d'Agde exercirien el poder temporal fins a finals del segle xviii.
En el primer quart del segle xiii, el bisbe Tedisi de Balbis va fundar un hospici per a dotze pobres.
El bisbe Francesc Foucquet va ser qui establí el seminari diocesà a mitjans del segle xvii.
Durant la revolució francesa, el darrer bisbe, Carles Francesc de Saint Simon Sandricourt, va ser guillotinat a París el 26 de juliol de 1794.
La diòcesi va ser abolida després del concordat amb la butlla Qui Christi Domini del Papa Pius VII el 29 de novembre de 1801 i el seu territori es va incorporar a la de la diòcesi de Montpeller.
A partir del 16 de juny de 1877, els arquebisbes de Montpeller porten el títol de bisbes d'Agde.

## Cronologia episcopal
- Sant Venust ? † (segle v)[3]
- Bètic ? † (segles V-VI)
- Sofroni † (citat el 506)
- Lleó † (citat el 541)[4]
- Fronimo † (vers 569 - 580 deposat)[5]
- Tigridio † (citat el 589)
- Jordi † (citat el 653)
- Wilesind (o Wilesmond) † (citat el 673)
- Primo † (citat el 683)
- Just † (citat el 788 o 791)[6]
- Dagobert I † (abans del 848 - després del 877)
- Bosó † (885 - després de maig de 898)
- Gerard I † (899 - després del 15 de març de 922)
- Esteve I † (abans del 18 de novembre de 922 - ?)[7]
- Dagobert II † (abans del 937 - després de març de 947)
- Salomó † (abans d'abril de 955 - després de juny de 975)[8]
- Armand † (citat el 981)
- Esteve II † (abans del 990 - després del 1035)
- Guillem I † (citat el 1043)
- Gontier † (abans del 1047 - després del 1064)
- Berenguer I † (abans del 1068 - després del 1093)
- Bernard Déodat † (vers 1098 - després del 24 d'agost de 1122)
- Adelbert † (abans del 19 d'octubre de 1123 - 24 de juny de 1130 mort)
- Ramon de Montredon † (abans del 29 de novembre de 1130 - 1142 nomenat arquebisbe d'Arle)
- Ermengaud de Marseillan † (1142 - després del 2 de setembre de 1149)
- Berenguer II † (abans del 6 de febrer de 1150 - 15 de setembre de 1152 mort)
- Pons de Montmirat † (abans de desembre de 1152 - després del 14 de març de 1153)
- Ademar † (maig de 1153 - després de desembre de 1162)
- Guillem II de Menèrba † (abans d'abril de 1163 - després del 1173)
- Pere Ramon † (abans d'octubre de 1174 - després de gener de 1194)
- Ramon Guilhem de Montpeller † (abans del 29 de maig de 1194 - després del 3 de novembre de 1213)
  - Pere Poulverel (Pulverel) † (de gener de 1214 - ?) (bisbe electe)
- Tedisio de Balbis † (abans d'agost de 1215[9] - 30 de maig de 1232 mort)[10]
- Bertrand de Saint-Just † (abans del 25 de juliol de 1233 - 18 de novembre de 1241 mort)
- Chrétien † (citat l'abril de 1242)
- Pere Ramon de Fabre (Fabri) † (abans d'abril de 1243 - 14 de març de 1271 mort)
- Pere Berenguer de Montbrun † (abans del 19 d'agost de 1271 - 15 de gener de 1296 mort)
- Ramon du Puy † (abans del 5 de març de 1296 - inizio del 1331 mort)
- Gérard Bernard † (4 de febrer de 1332 - juliol de 1337 mort)
  - Pere Ramon de Montbrun † (de novembre de 1337 - 24 de novembre de 1339 nomenat bisbe de Tarba) (bisbe electe)
- Guillem Hunaud de Lanta † (24 de novembre de 1339[11] - després del 14 de febrer de 1342 mort)
- Pere de Bérail de Cessac † (26 de juny de 1342 - 22 de febrer de 1354 mort)
- Arnaud Aubert † ([19 de març de 1354 - 14 de novembre de 1354 nomenat bisbe de Carcassona)
- Sicard D'Ambres de Lautrec † (14 de novembre de 1354 - 18 de juliol de 1371 nomenat bisbe de Besiers)
- Hug de Montruc † (18 de juliol de 1371 - 27 de juliol de 1393 mort)
- Simó † (ca. 1405 mort)[12]
  - Guy de Malesec † (8 de juliol de 1409 - 1411 renuncià) (administrador apostòlic)
- Felipe de Lévis de Florensac † (8 de juny de 1411 - 14 de febrer de 1425 nomenat arquebisbe d'Aush)
  - Berenguer Guilhot † (14 de febrer de 1425 - 1425 o 1426 mort) (administrador apostòlic)
- Joan Teste † (22 de maig de 1426 - febrer de 1436 mort)
  - Renault de Chartres † (4 d'abril de 1436 - 9 de gener de 1439 renuncià) (administrador apostòlic)
- Guillem Charrier † (9 de gener de 1439 - abans del 20 d'octubre de 1440 mort)
- Joan de Montmorin † (12 de desembre de 1440 - 1448 mort)
- Esteve de Roupt de Cambrai † (19 de juny de 1448 - de gener de 1462 renuncià)
- Carles de Beaumont † (21 de desembre de 1462 - després del 1470)
- Jaume Minutoli † (17 d'agost de 1476 - vers 1485 mort)
- Merri † (vers 1485[13] - vers 1488)
- Nicolau Fieschi † (22 d'octubre de 1488 - 25 de febrer de 1495 nomenat bisbe de Fréjus)
- Joan de Vesc † (25 de febrer de 1495 - 1504 renuncià)
  - Nicolau Fieschi † (28 de novembre de 1504 - 15 de juny de 1524 mort) (administrador apostòlic)
- Joan-Antoni de Vesc † (6 de setembre de 1525 - 10 de maig de 1531 nomenat bisbe de Valença)
- Francesc Guillem de Castelnau-Clermont-Ludève † (10 de maig de 1531 - 13 de març de 1541 mort)
- Claudi de La Guiche † (30 de març de 1541 - 17 d'agost de 1547 nomenat bisbe de Mirepoix)
- Gilles Bohier † (7 de gener de 1547 - de gener de 1561 mort)
- Emeric Sanseverino † (15 de gener de 1561 - 21 de juny de 1578 mort)
  - Sede vacante (1578-1583)
- Bernat del Puy, O.F.M. † (11 de maig de 1583 - 1611 mort)
  - Seu vacant (1611-1618)
  - Luigi Emanuele de Valois-Angoulême † (14 de maig de 1618 - 1622 renuncià) (bisbe electe)
- Baltasar de Budos de Portes † (30 d'agost de 1627 - 24 de juny de 1629 mort)
- Fulcrand de Barrès † (19 de novembre de 1629 - de març de 1643 mort)
- Francesc Foucquet † (16 de novembre de 1643 - 16 d'octubre de 1656 nomenat arquebisbe coadjutor de Narbona)
- Lluís Foucquet † (28 de maig de 1657 - 4 de febrer de 1702 mort)
- Filibert-Carles de Pas de Feuquieres † (31 de juliol de 1702 - 25 de juliol de 1726 mort)
- Claudi Lluís de La Châtre † (20 de gener de 1727 - 22 de maig de 1740 mort)
- Josep Francesc de Cadenet de Charleval † (30 de setembre de 1740 - 22 de gener de 1759 mort)
- Charles-François-Siméon de Saint-Simon de Vermandois de Rouvroy de Sandricourt † (9 d'abril de 1759 - 26 de juliol de 1794 mort)
  - Seu vacant (1794-1801)
  - Seu suprimida